# Кехотское сельское поселение
Кехотское сельское поселение или муниципальное образование «Кехотское» — упразднённое муниципальное образование со статусом сельского поселения в Холмогорском муниципальном районе Архангельской области России.
Соответствует административно-территориальной единице в Холмогорском районе — Кехотскому сельсовету.
Административный центр — деревня Марковская.

## География
Сельское поселение находится на севере Холмогорского района, на левом берегу реки Северная Двина, при впадении в неё Кехты, и на острове Кехотский.

## История
Муниципальное образование было образовано в 2006 году. 
По постановлению ВЦИК от 10 февраля 1931 года в состав Холмогорского района вошёл Кехотский сельсовет упразднённого Архангельского района Северного края.

## Население
| 2010 | 2011 | 2012 | 2013 | 2014 | 2015 |
| ---- | ---- | ---- | ---- | ---- | ---- |
| 549  | ↘548 | ↘525 | ↘489 | ↗520 | ↗530 |
| 2016 | 2017 | 2018 | 2019 | 2020 | 2021 |
| ↘521 | ↘514 | ↘482 | ↘473 | ↘453 | ↗629 |

## Состав сельского поселения
| № | Населённый пункт | Тип населённого пункта          | Население |
| - | ---------------- | ------------------------------- | --------- |
| 1 | Васильевская     | деревня                         | ↗115      |
| 2 | Григоровская     | деревня                         | ↗63       |
| 3 | Красная Горка    | деревня                         | ↗2        |
| 4 | Марковская       | деревня, административный центр | ↗331      |
| 5 | Матвеевская      | деревня                         | ↗88       |
| 6 | Остров Гривы     | деревня                         | ↗19       |
| 7 | Соснино          | деревня                         | ↘12       |
| 8 | Чевакино         | деревня                         | ↗15       |